# Национальный институт статистики и экономических исследований Франции
Национальный институт статистики и экономических исследований Франции (фр. Institut national de la statistique et des études économiques, сокр. INSEE или Insee) — институт, занимающийся расчётом и анализом официальных статистических данных во Франции. Он находится под управлением Министерства экономики, промышленности и занятости. Поскольку учреждение имеет статус института, то фактически оно независимо. С марта 2012 года директором института является Жан-Люк Тавернье.

## Задачи
Основные функции INSEE:
- организация и проведение переписей населения, а также публикация различной статистики, касающейся населения Франции;
- сбор информации (периодический или точечный) об интересе населения к предприятиям и хозяйству;
- оценка основных социально-экономических показателей, касающихся Франции (ВВП, безработица, уровень бедности и т. п.);
- публикация различных индексов (индексы цен и дохода, индекс потребительских цен, расчёт инфляции и т. п.).